# Kyle Walker
Kyle Andrew Walker (n. 28 mai 1990, Sheffield, Anglia, Regatul Unit]) este un fotbalist britanic, care joacă pe post de fundaș lateral la Burnley în Premier League. Pe plan internațional, are prezențe la națională pentru Anglia U19⁠(d), Anglia U-21⁠(d) și Anglia.

## Carieră

### Tottenham Hotspur
În vara anului 2009 a semnat pentru Tottenham Hotspur pentru 6 milioane de euro. A fost împrumutat trei sezoane la Sheffield United, la Queens Park Rangers și la Aston Villa. În sezonul 2012-13 sa întors la Tottenham Hotspur și s-a făcut cu flancul drept.

### Manchester City
Pe 14 iulie 2017, a semnat cu Manchester City pentru o sumă de 57 de milioane de euro, devenind cel mai scump apărător din istorie, depășit mai târziu de Benjamin Mendy în aceeași vară.

#### Împrumut la AC Milan
În sezonul 2024–25, Pep Guardiola a anunțat că Walker a cerut să părăsească clubul cu doar șase luni rămase din contract. Pe 24 ianuarie 2025, Walker s-a alăturat lui AC Milan sub formă de împrumut până la sfârșitul sezonului 2024–25, cu opțiune de transfer permanent. Pe 2 februarie, a debutat cu Milan în Derby-ul della Madonnina împotriva lui Inter Milano, care s-a încheiat la egalitate, scor 1–1.

## Echipa națională
La 24 martie 2025.
| Echipa națională | An    | Selecții | Goluri |
| ---------------- | ----- | -------- | ------ |
| Anglia           | 2011  | 2        | 0      |
| Anglia           | 2012  | 2        | 0      |
| Anglia           | 2013  | 6        | 0      |
| Anglia           | 2014  | 0        | 0      |
| Anglia           | 2015  | 3        | 0      |
| Anglia           | 2016  | 10       | 0      |
| Anglia           | 2017  | 9        | 0      |
| Anglia           | 2018  | 12       | 0      |
| Anglia           | 2019  | 4        | 0      |
| Anglia           | 2020  | 5        | 0      |
| Anglia           | 2021  | 12       | 0      |
| Anglia           | 2022  | 8        | 0      |
| Anglia           | 2023  | 8        | 1      |
| Anglia           | 2024  | 12       | 0      |
| Anglia           | 2025  | 2        | 0      |
| Total            | Total | 95       | 1      |